# Aranguren (Vizcaya)
Aranguren es un barrio del municipio de Zalla (Vizcaya, País Vasco) en España. 
Tiene 1939 habitantes (INE, 2021), constituyendo la segunda área urbana del municipio, y está situada en el extremo oriental del municipio de Zalla lindando con Güeñes. Está situada en una explanada a orillas del río Cadagua, entre montes de poca altura poblados de pino, roble y pradera. Acoge la sede de la Mancomunidad de Las Encartaciones.

## Geografía
Aranguren dista 1,5 kilómetros del centro del municipio y 22 kilómetros a Bilbao. Aranguren dispone de dos paradas de FEVE y una parada de Bizkaibus de la línea Bilbao-Valmaseda. El acceso por carretera solo puede hacerse a través de la BI-636 y la BI-3631.

### Calles
- Particular del Cadagua
- Txabarri
- Oreña
- Ojibar
- San Juan
- La Inmaculada
- El Corso
- Mendialde (Pénjamo)
- Muñeran
- Lasarte
- La Perenal
- El Torrejón
- El Chakolí
- Arangoiti (La Peñorra)
- Oribe
- El Barranco

## Historia
En Aranguren estuvo situada la casa torre de los Salcedo, linaje medieval dominante en la zona. Fue una zona relativamente poco poblada hasta el siglo XX. La prueba de ello es que no dispuso de parroquia hasta ese siglo, construida bajo la advocación de la Inmaculada Concepción en los años 50. El crecimiento demográfico exponencial del lugar se produjo con la fundación en 1892 de la fábrica de la Papelera del Cadagua (Papelera Española) por Nicolás María de Urgoiti a orillas del Cadagua, lo que provocó una intensa inmigración. La mayoría de vecinos eran trabajadores de la factoría.

## Patrimonio
Casa-torre de Maruri: Es una construcción defensiva de estilo gótico-renacentista, fechada en el siglo XV o el siglo XVI y está calificada de interés territorial.

## Cultura

### Fiestas
Aranguren celebra sus fiestas por San Juan en el solsticio de verano, aunque también suele celebrar la festividad de la Inmaculada Concepción.

### Deporte
En el campo de San Juan entrena y juega sus partidos el Club Atlético Aranguren de fútbol, fundado en 1958, actualmente en Preferente, que juega sus partidos en el campo de San Juan. Igualmente, dispone del frontón llamado Ibarrekolanda.